# Росичка англійська
Росичка англійська, росичка довголиста (Drosera anglica) — багаторічна трав'яниста комахоїдна рослина родини росичкових.

## Опис
Стебла квітконосні, прямі, 10—25 см заввишки, безлисті. Листки — у прикореневій розетці, довгочерешкові, лінійно-клиноподібні, спрямовані вгору, зверху і з країв вкриті головчастими червоними залозистими волосками, з пластинками, які поступово переходять у черешок. Квітки дрібні, двостатеві, правильні, 5-пелюсткові, білі, в однобічних китицях на верхівці квітконосної стрілки. Плід — коробочка (гладенька, без борозенок). Цвіте у липні — серпні.

## Поширення

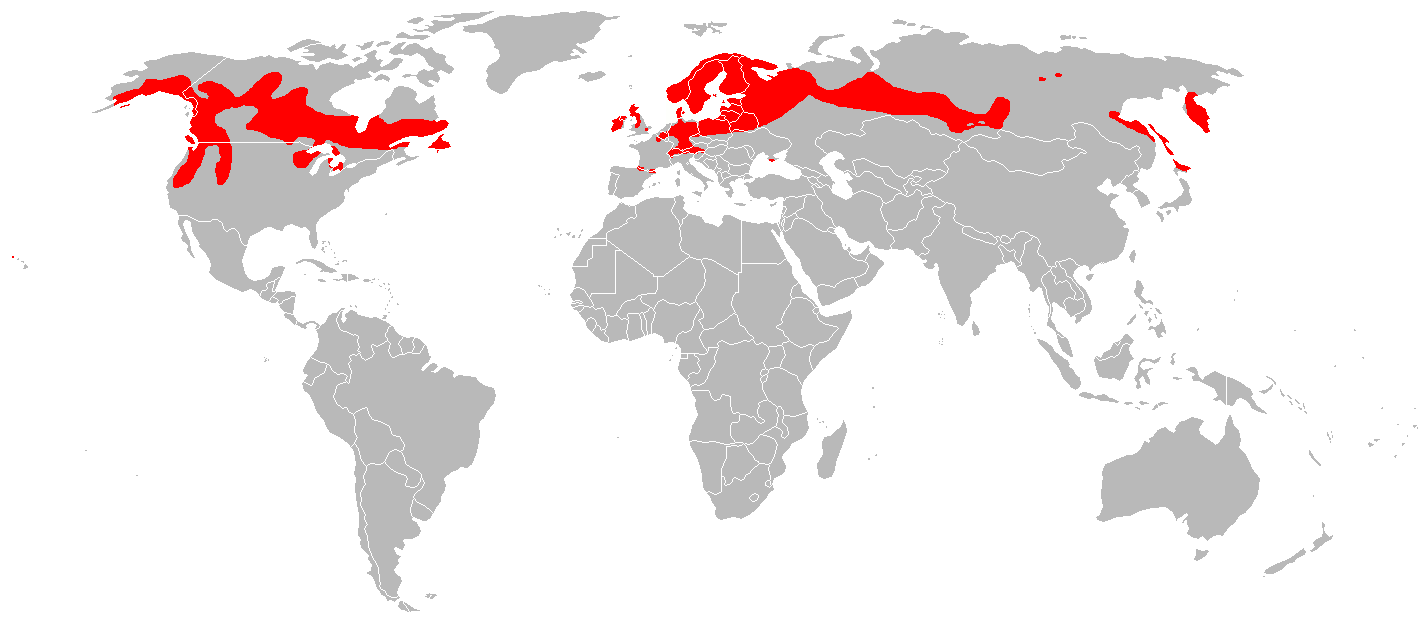
Карта арелу росички англійської

Росичка англійська – однин із найпоширеніших видів росичок у світі. Як правило, зустрічається у високих широтах земної кулі, зокрема в Європі, Північній Америці (Канада, північ США), Монголії. Однак подекуди проростає далі на південь, зокрема в Японії, Південній Європі, на гавайському острові Кауаї та в Каліфорнії . 
На території України проростає в заболочених хвойних лісах, на сфагнових лісових болотах і на торфовищах на Поліссі, в Північній частині Лісостепу, а також у північній частині Лівобережного степу (зрідка). Рідкісна, зникаюча болотна рослина. Занесена до Червоної книги України.
Заготівля і зберігання, хімічний склад, фармакологічні властивості і використання, лікарські форми і застосування — усе так, як у статті Росичка круглолиста.
Крім того, настій трави росички англійської вважається засобом, який збуджує статеві функції.[джерело?]

## Галерея

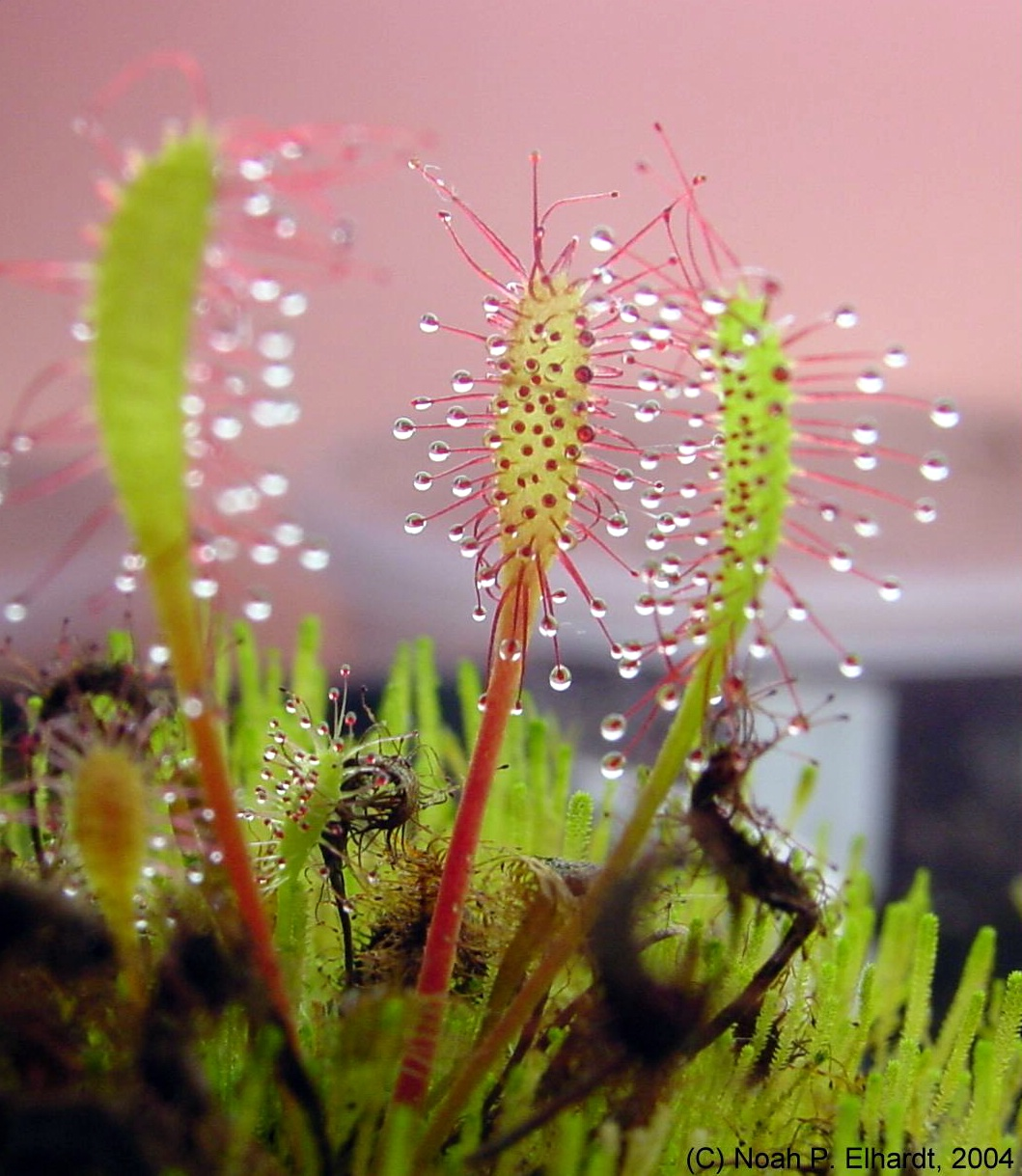
Тропічна форма рослини, Кауаї, Гаваї
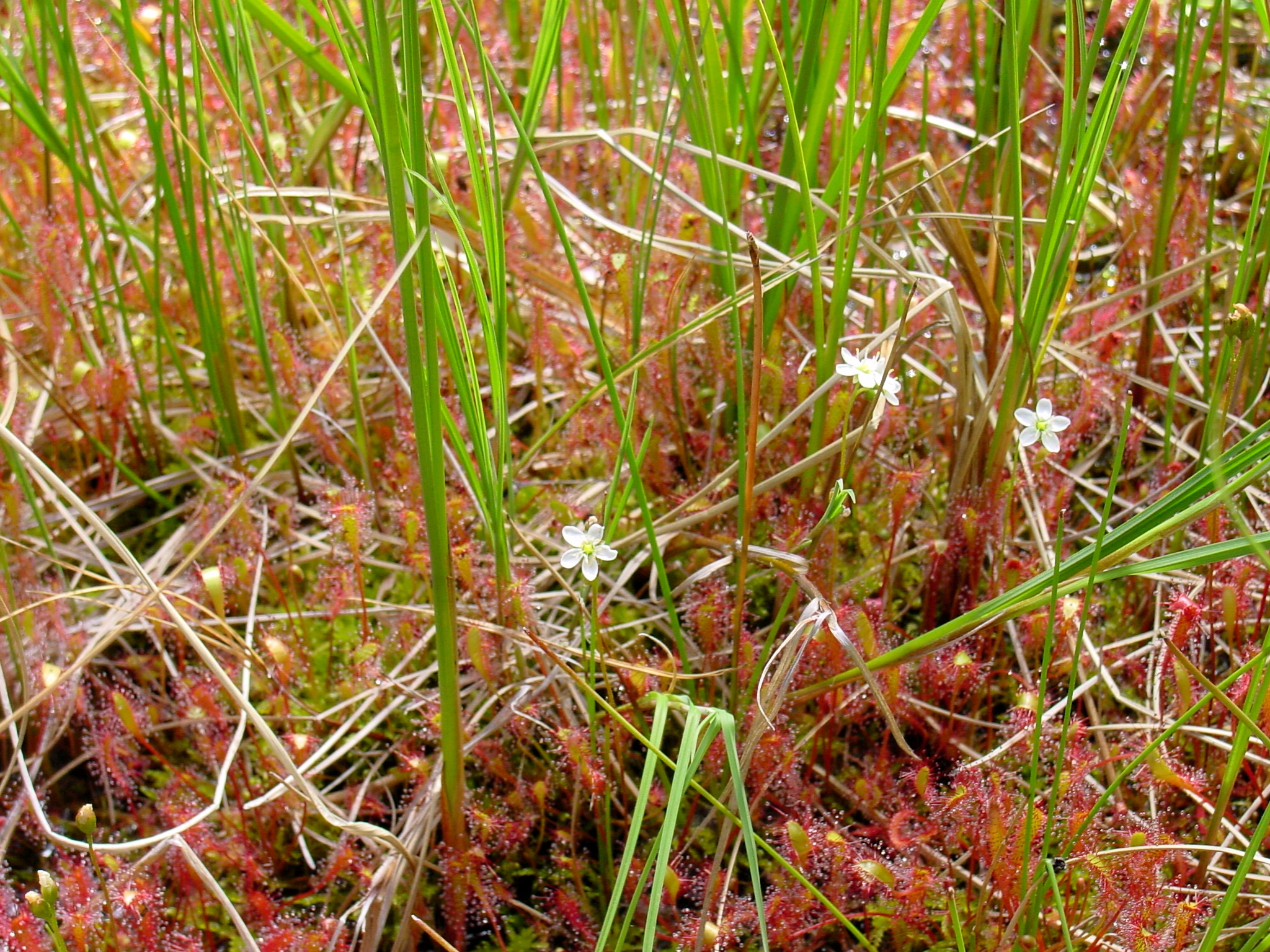
Рослини на болоті
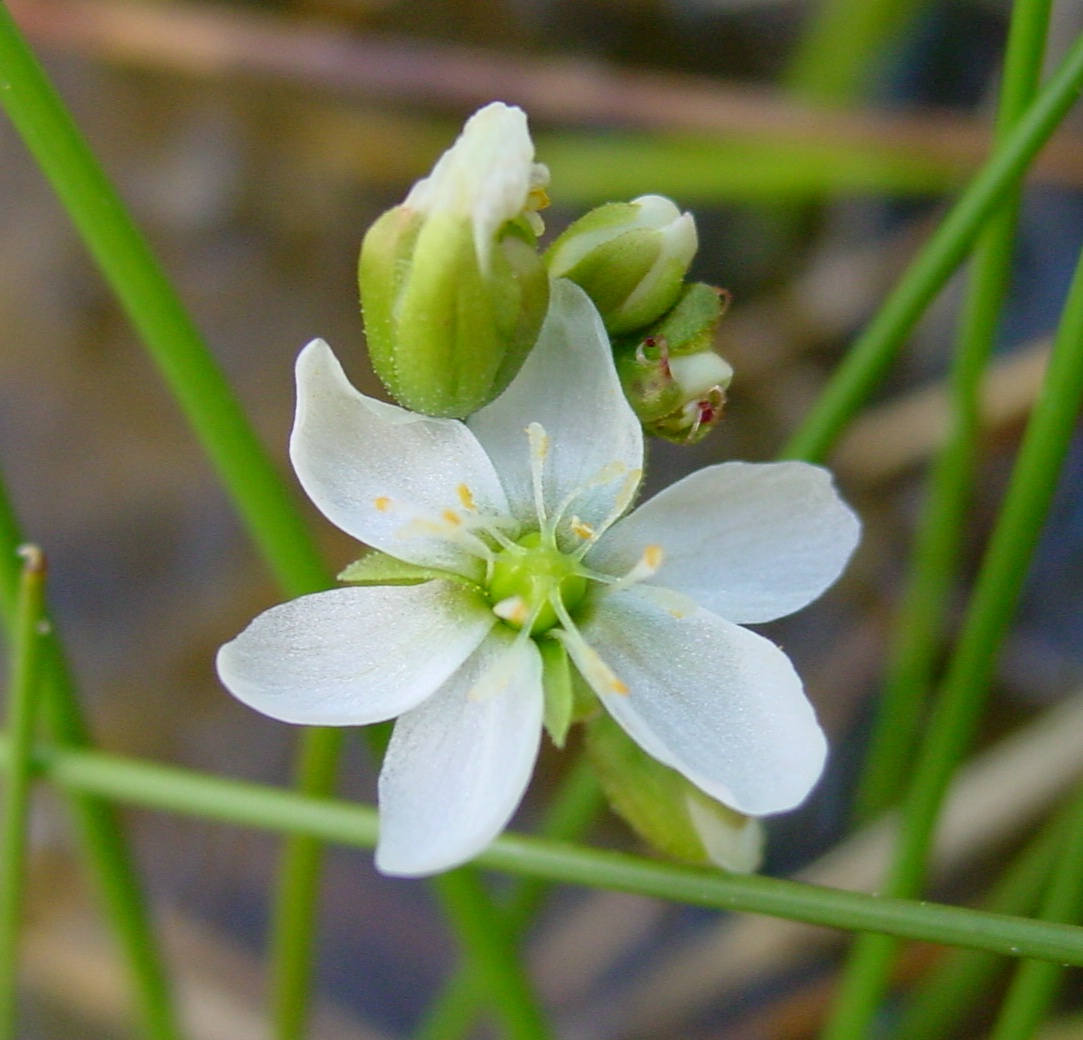
Нетипова квітка з 6 пелюстками
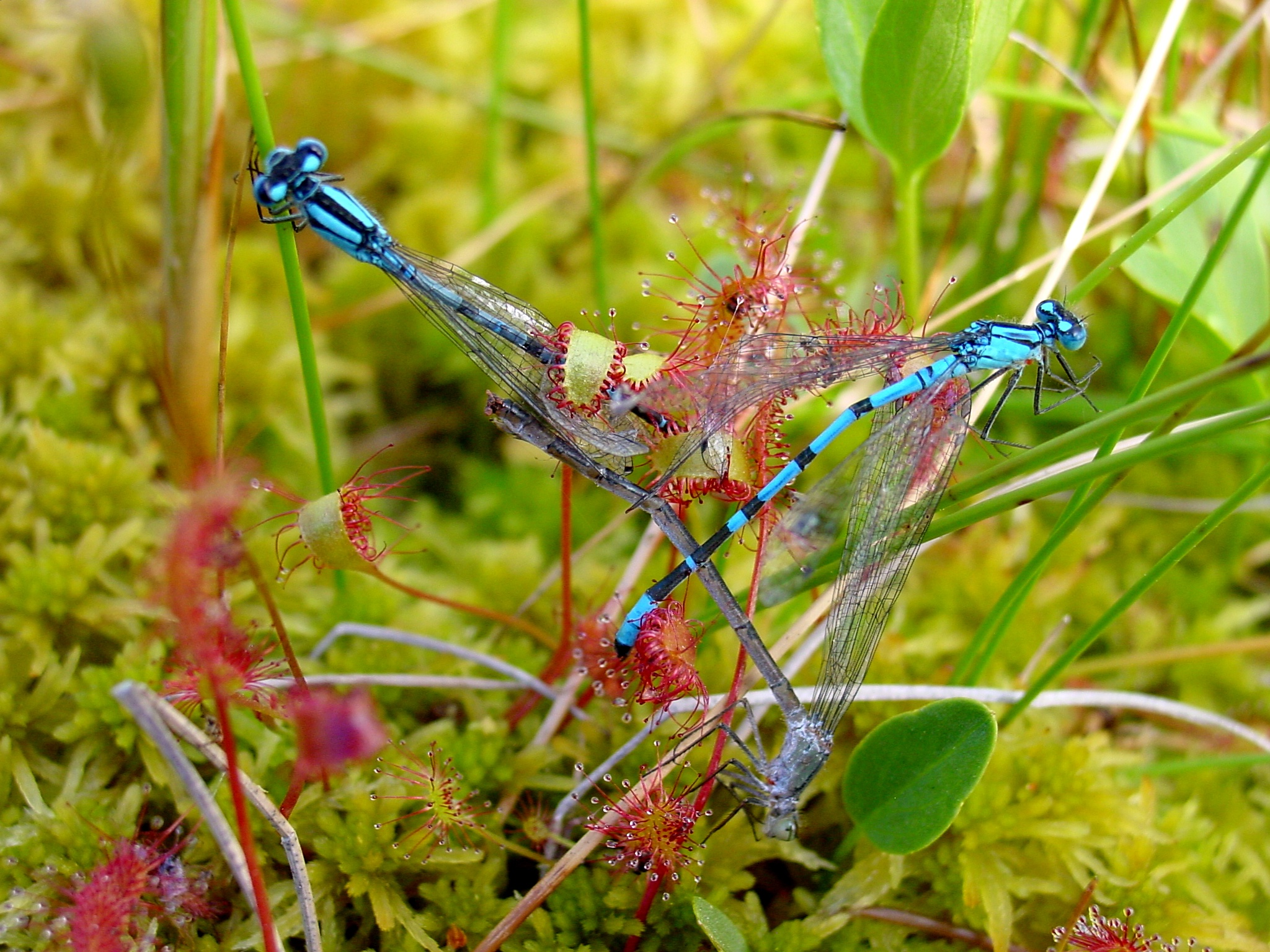
Декілька комах у пастці
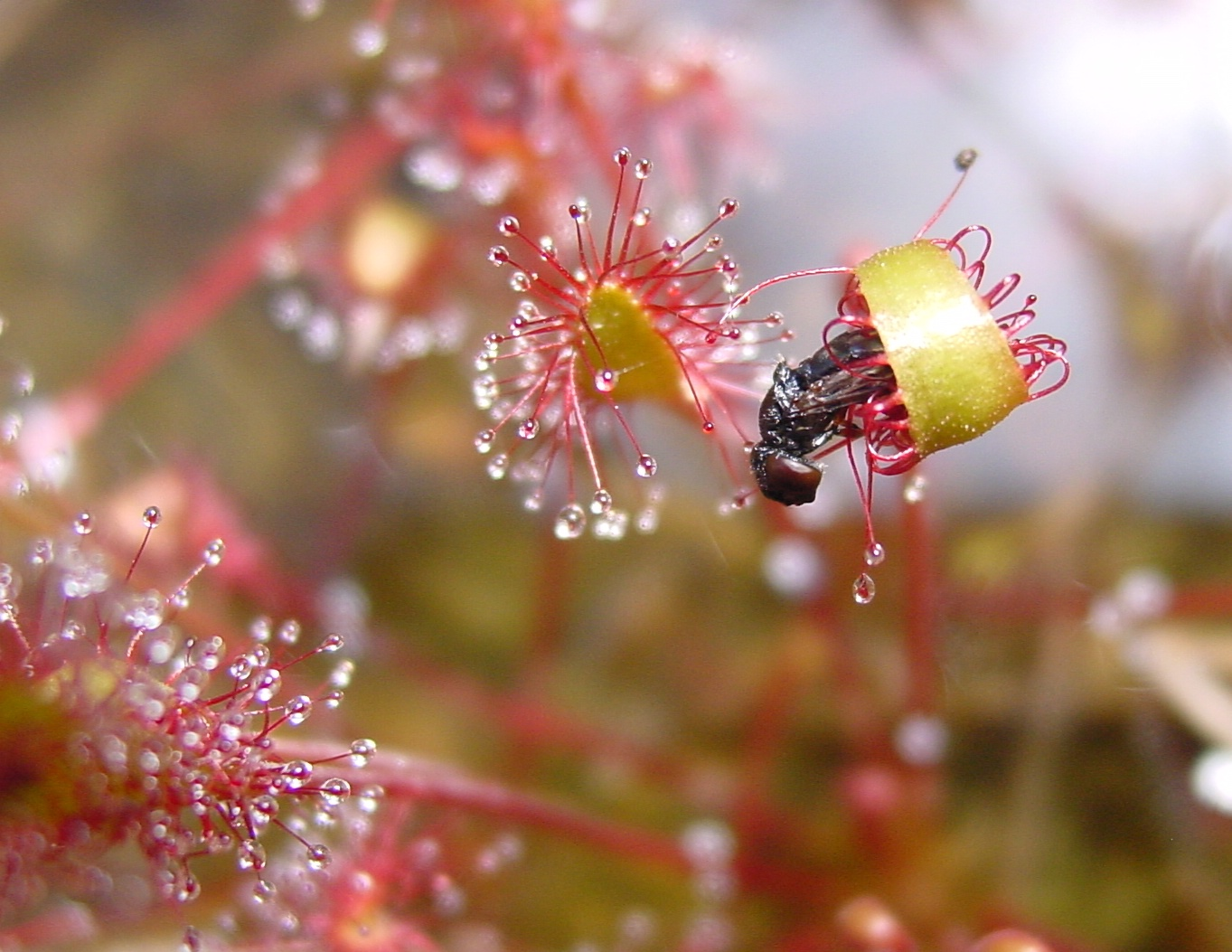
Вигнуті волоски навколо захопленої комахи
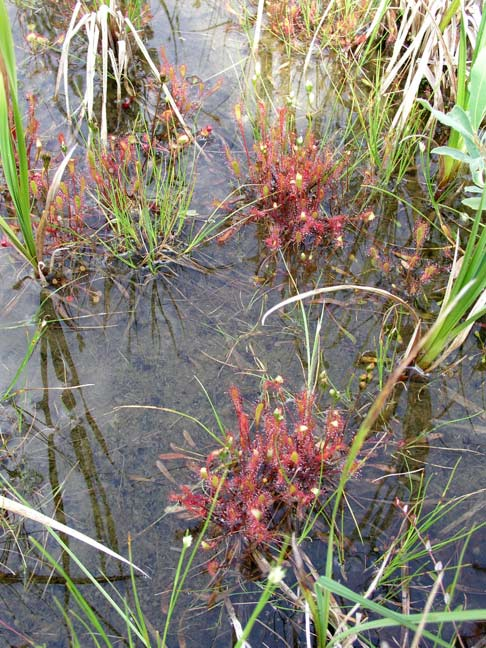
D.anglica в гірських болотах, Британська Колумбія, Канада